# Municipio de Brown (condado de Mifflin)
El municipio de Brown  (en inglés: Brown Township) es un municipio ubicado en el condado de Mifflin en el estado estadounidense de Pensilvania. En el año 2000 tenía una población de 3.852 habitantes y una densidad poblacional de 44.9 personas por km².

## Geografía
El municipio de Brown se encuentra ubicado en las coordenadas 40°40′14″N 77°36′33″O / 40.67056, -77.60917.

## Demografía
Según la Oficina del Censo en 2000 los ingresos medios por hogar en la localidad eran de $37,278 y los ingresos medios por familia eran $41,722. Los hombres tenían unos ingresos medios de $36,583 frente a los $24,145 para las mujeres. La renta per cápita para la localidad era de $16,784. Alrededor del 11,0% de la población estaban por debajo del umbral de pobreza.